# Лэйтин, Дэвид
Дэвид Лэйтин (англ. David D. Laitin) — американский политолог, профессор политологии в Школе гуманитарных и естественных наук Стэнфордского университета.

## Биография
Вырос в еврейской семье во Флэтбуше (Бруклин). Внук эмигрантов из России и Австрии.
Профессиональное образование получил в Суортмор-колледже (бакалавр, 1967) и в Калифорнийском университете в Беркли (доктор). Преподавал в Чикагском и Стэнфордском университетах. Занимается сравнительной политологией.

## Книги
- Политика, язык и мышление: сомалийский опыт.
- Гегемония и культура: политика религиозных изменений среди йоруба (1986).
- Идентичность в формировании: русскоязычное население в Ближнем зарубежье (1998).

## Награды и отличия
- Премия Юхана Шютте в политических науках (2021)